# Lès Rèlîs Namurwès
Vous lisez un « bon article » labellisé en 2025.
Lès Rèlîs Namurwès (/lɛ ʁɛ.li: na.my.ʁwɛ/, ce qui signifie, en wallon, « les choisis namurois ») est un cercle littéraire dialectal fondé à Namur en 1909. Il porte depuis 1934 le titre de société royale.
Ce cercle joue un rôle important dans la presse écrite en wallon à Namur durant la première moitié du XXe siècle. Plusieurs de ses membres sont étroitement associés à l'école moderne namuroise de poésie wallonne, qui prend son essor dans la deuxième moitié du XXe siècle.
Le groupe possède son propre organe de diffusion et des traditions internes codifiées. Ayant adopté un fonctionnement analogue à celui d'une confrérie, il procède à l'intronisation de ses adhérents, qui prêtent serment lorsqu'ils sont reçus comme membres effectifs.
Défenseurs proclamés d'une littérature en langue régionale de qualité, les Rèlîs Namurwès pratiquent la correction collective de leur production et réservent la publication aux ouvrages jugés les meilleurs.

## Origine du nom

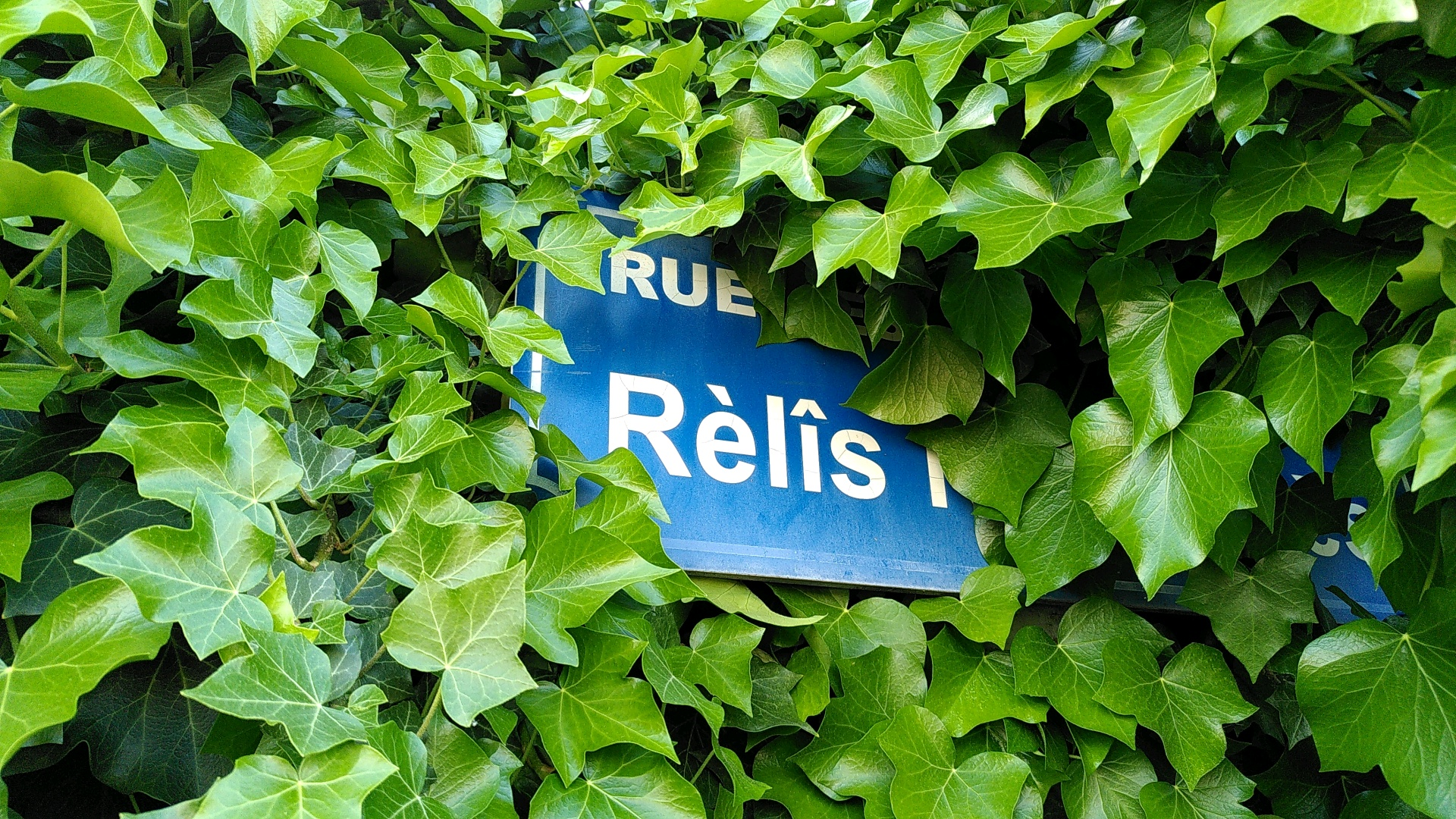
Plaque en partie masquée par un lierre grimpant, qui indique la rue des Rèlîs Namurwès, à Namur.

En wallon central, rèlî est le participe passé du verbe rèlîre, qui signifie trier, séparer le bon du mauvais. Utilisé comme substantif et au pluriel, ce mot désigne, dans un registre humoristique, « de fameux numéros, de drôles de cocos, des originaux », des types à part, voire des simplets. Le nom s'écrit selon le système de transcription Feller, qui est en usage au sein du cercle.
L'origine de ce nom est attribuée à un professeur de néerlandais de l'Athénée royal de Namur, Jules Baujot. Provoqué par un élève qui lui aurait demandé « On-z-aprind bin l' flamind, poqwè nin l' walon ? » — ce qui signifie, en français : « On apprend bien le flamand, pourquoi pas le wallon ? » —, il aurait répondu « Bin, vos 'nn'èstoz d'dja dès rèlîs, vos-ôtes ! » — ce qui signifie, en français : « Eh bien, vous en êtes déjà, des originaux, vous autres ! » —. Le nom a alors été adopté par esprit de dérision.

## Historique

### Fondation et premières années
Le cercle des Rèlîs Namurwès est fondé le 25 février 1909 lors d'une promenade à la citadelle de Namur par quatre élèves de l'Athénée royal de Namur, Lucien Maréchal, Georges Pelouse, Auguste Demil et Télesphore Lambinon. Ils sont rapidement rejoints par Gustave Arnould, Joseph Gilson, Édouard Thirionet et Paul Maréchal, le frère ainé de Lucien. En vue de pratiquer un wallon authentique, ils prennent pour modèle la première génération de membres de la Royale Moncrabeau.
À cette époque, le cercle ne possède pas encore son propre organe de diffusion. Les textes acceptés en réunions sont donc publiés successivement dans le journal local Li Couarneû, dans Li Ban Cloke et, de mars à aout 1913, dans la revue Sambre-et-Meuse fondée par François Bovesse. La participation des Rèlîs Namurwès au Ban Cloke (« La Cloche du Ban »), qui est produit de 1910 à 1912 par l’imprimeur-éditeur namurois Émile Chantraine, est jugée particulièrement importante. Les membres du cercle ont en effet écrit 315 articles sur les 87 numéros parus, et Lucien Maréchal est considéré comme le « principal rédacteur » de ce journal.
En février 1913, Charles Camberlin est remplacé par Paul Maréchal à la présidence des Rèlîs Namurwès. Lors du cinquième anniversaire du cercle, celui-ci compte 12 membres (9 effectifs et 3 correspondants), ainsi que 4 membres honoraires. Certains de ces membres honoraires sont des écrivains non namurois, comme Florent Mathieu, originaire de Vonêche et résident de Charleville-Mézières, qui est accueilli en février 1912, après avoir d'abord côtoyé les Rèlîs dans les pages du Couarneû et du Ban Cloke.
Le cercle est apolitique.

### La Grande Guerre
En 1914, quatre membres des Rèlîs Namurwès — Gustave Arnould, Fernand Danhaive, Édouard Thirionet et Edmond Wartique — sont des artilleurs affectés à la défense des forts de Namur. Ils sont capturés par l'assaillant le 23 aout et emmenés en Allemagne. Ils se trouvent réunis à la mi-avril 1915 au camp de Soltau, où ils décident de fonder un chapitre indépendant du cercle. La séance inaugurale des Rèlîs Namurwès Prîjnîs (Rèlîs Namurwès Prisonniers) se tient le 22 avril 1915 dans les « latrines de la baraque 69 A ». Le cercle se dote alors d'un président (Thirionet), d'un secrétaire (Wartique) et de règlements.
Le groupe des Rèlîs Namurwès Prîjnîs parvient à tenir trois séances avant que ses membres ne se trouvent à nouveau séparés. Dès la première séance, des démarches sont amorcées en vue du recrutement de nouveaux membres et de la mise sur pied d'une publication ; ces efforts n'ont toutefois pas abouti dans le court délai avant la dispersion du groupe. Fidèle à la philosophie d'excellence du cercle, Thirionet inflige, lors de la troisième séance du 5 mai 1915, un blâme à Arnould et Danhaive, qui n'ont pas à leur actif le nombre de travaux requis par les règlements.

Une fois séparés, les Rèlîs Namurwès Prîjnîs continuent à écrire en wallon : Edmond Wartique revient de captivité avec 18 textes, Édouard Thirionet en ramène neuf et Gustave Arnould cinq. Seul Fernand Danhaive semble n'avoir plus écrit en wallon après son départ de Soltau. Après la guerre, Wartique et Thirionet entreprennent d'écrire ensemble leurs souvenirs de captivité, sous le titre Les crwès dins les bruwères ; le livre est achevé par Wartique et publié en 1932, après la mort de Thirionet en 1930, à la suite d'une maladie contractée durant la guerre.

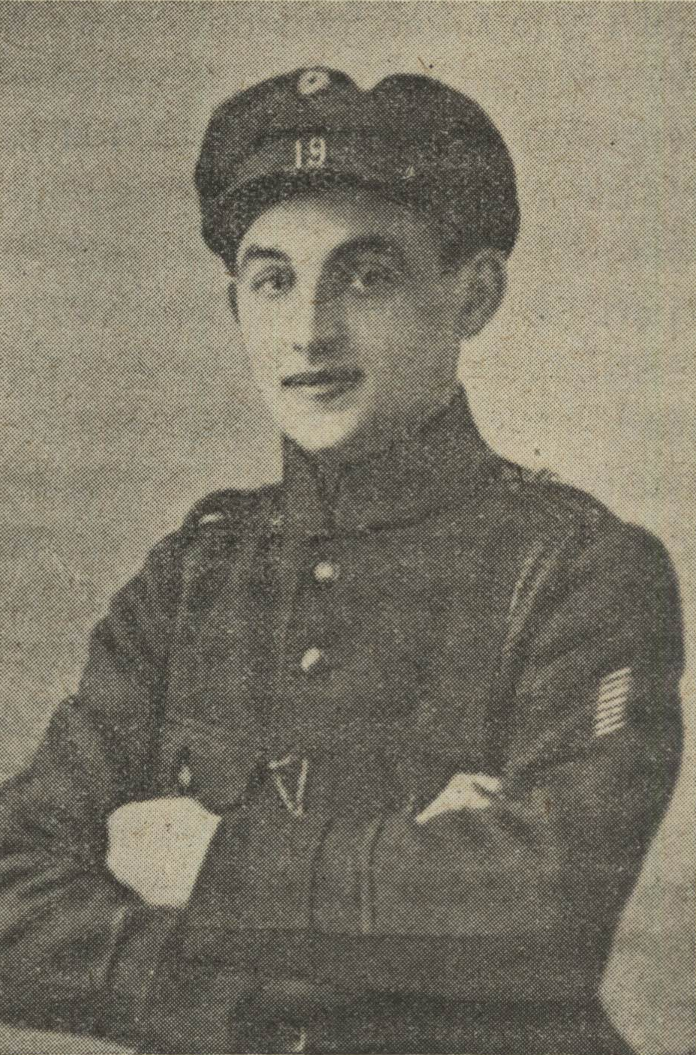
Georges Pelouse portant son uniforme du 19e régiment de ligne.

Deux Rèlîs Namurwès — Paul Maréchal et Georges Pelouse — combattent quant à eux sur le front de l'Yser. En 1916 et 1917, Pelouse dirige une revue intitulée On spîye co (« On brise encore ») à La Panne ; Maréchal collabore quant à lui au journal du front Vive Nameur po tot. Georges Pelouse est tué à l'ennemi le 26 mai 1918 à Boezinge, alors qu'il est sergent au 19e régiment de ligne ; il avait 26 ans.
Les autres membres, alors au nombre de 6, sont demeurés à Namur et se réunissent une dizaine de fois durant la guerre. La présidence par intérim est alors exercée par Émile Robin. En 1915, ils amorcent le projet d'un Kriegscayè (« carnet de guerre »), un recueil des textes écrits durant ces années, destiné à documenter pour les camarades absents les réalités de l'occupation. En 1916, la cocâde (cocarde) est décernée aux Rèlîs Sôdârs (Rèlîs soldats) ; elle est remise le 16 mars 1919 à Gustave Arnould, Fernand Danhaive, Paul Maréchal, Édouard Thirionet et Edmond Wartique. Georges Pelouse, le fondateur mort au front, est nommé en cette occasion « Président d'honneur à perpétuité ».

### Naissance desCahiers wallonsdans l'entre-deux-guerres
Dans l'immédiate après-guerre, les Rèlîs Namurwès n'ont pas d'accès régulier à un organe de diffusion pour leurs œuvres. Ils collaborent néanmoins ponctuellement à des revues basées dans d'autres villes, comme La Vie Wallonne (à Liège) ou La Terre Wallonne (à Charleroi).
En février 1924, ils retrouvent la possibilité de publier régulièrement des textes en wallon dans un journal namurois, Le Guetteur Wallon. Ils y prennent en charge une rubrique intitulée Li cwin dès Rèlîs (« Le coin des Rèlîs »), qui accueille un total de 151 textes du 15 février 1924 au 25 juin 1926 ; la grosse majorité de ces œuvres sont directement produites par des membres du cercle. À partir de 1935, une rubrique du journal Vers l'Avenir est également gérée par l'un de leurs membres, Jules Rivière ; ce quotidien accueille donc de nombreuses œuvres des Rèlîs sous le titre Tapans one divise (« Faisons un brin de conversation »).

Le 30 janvier 1934, le cercle est autorisé par un brevet du roi Albert 1er à porter le titre de société royale. Lès Rèlîs Namurwès célèbrent par ailleurs leur 25e anniversaire en organisant un concours doté par le roi d'une médaille de vermeil à son effigie. Celle-ci est remportée par Franz Dewandelaer pour Boquèts dèl Nûte (« Morceaux de la Nuit »), un film poétique en wallon doublé d'une traduction française.

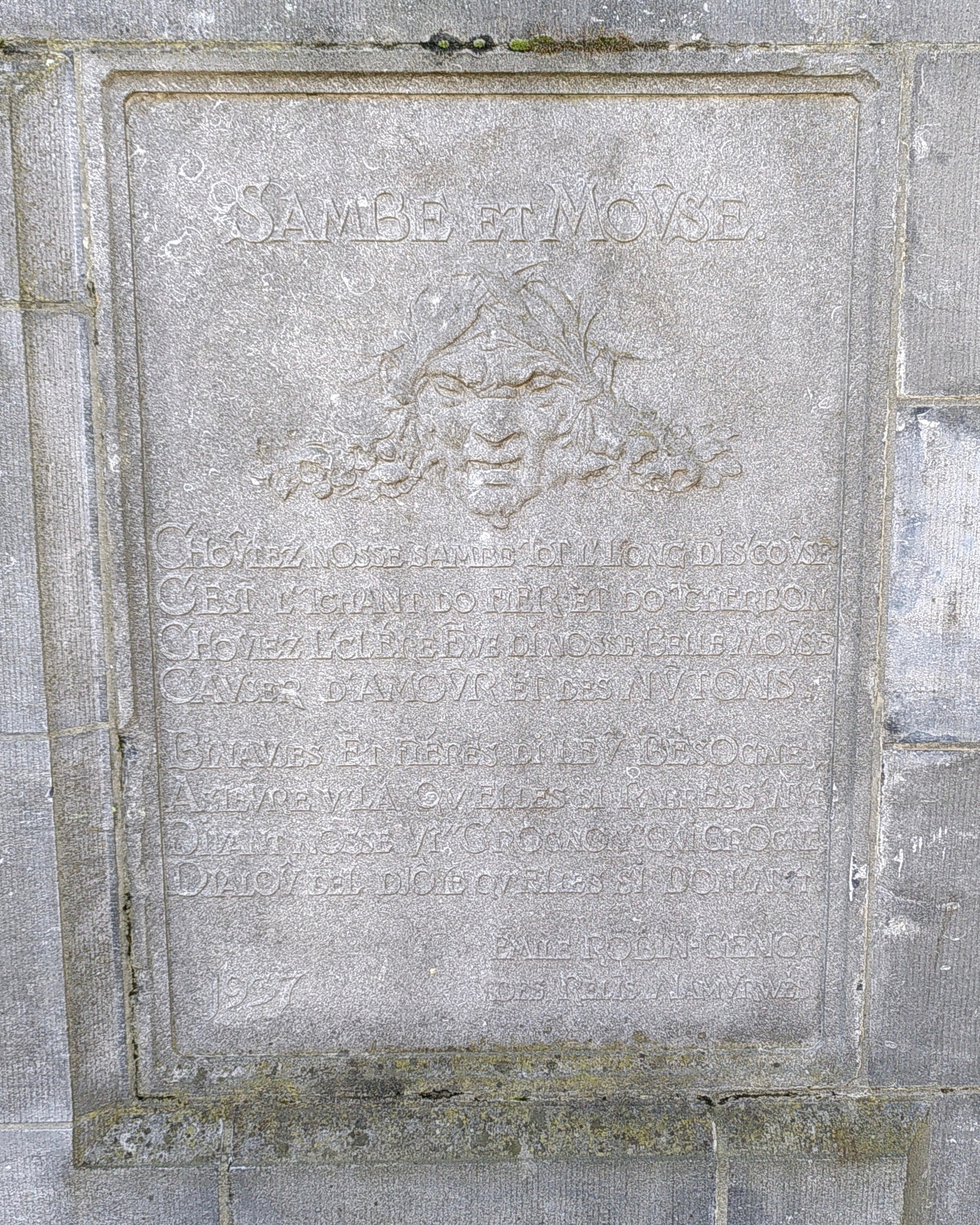
Panneau droit de la Fontaine Sambre et Meuse, installée en 1937 au Grognon. La mention « des Rèlîs Namurwès » figure sous la signature du poète Émile Robin.

En 1937 s'amorce le plus important projet éditorial du cercle, avec la sortie, le 11 février, du tout premier numéro des Cahiers wallons. À ce stade, la revue n'est pas encore l'organe officiel du cercle ; il s'agit d'un projet personnel porté par deux de ses membres : Eugène Gillain (qui assure la direction) et Paul Moureau (qui assure la rédaction). La couverture de ce premier numéro est illustrée par Joseph Gillain, alors âgé de 23 ans. Il est tiré à 3 000 exemplaires.
Cette première mouture des Cahiers wallons n'est pas réservée aux écrits en wallon namurois, mais se veut plutôt une anthologie des œuvres des meilleurs écrivains wallons, ouverte à tous les dialectes de la Wallonie. Le premier numéro comporte néanmoins une majorité de textes produits par des Rèlîs Namurwès, étant donné qu'y collaborent — outre Moureau — Gabrielle Bernard, Charles Camberlin, Camille Delvigne, Édouard Laurent, Émile Robin et Edmond Wartique, qui sont tous membres du cercle.
Malgré une publicité importante et un bon démarrage — la revue fait l'objet de 300 abonnements sur son premier mois d'existence —, Les Cahiers wallons ne sont pas une entreprise rentable. Les exercices 1937 et 1938 se soldent par un déficit, qui s'élève à 5 000 francs belge la première année. Un record d'abonnements sera atteint en 1939, où l'on en dénombre 1 300, mais cette dynamique est brisée par la guerre et par la mort de Moureau, en novembre 1939. En 1940, le nombre d'abonnements retombe à 600 et les parutions se font irrégulières. En juin 1941, on ne compte plus que 120 abonnés. Dans ce contexte, la formule d'anthologie fait régulièrement place à des numéros dédiés à un seul écrivain. Deux Rèlîs Namurwès voient leurs œuvres publiées de cette manière : Edmond Wartique (Tote ène vîye, dans le numéro 32) et Gabrielle Bernard, dont les trois recueils de poésie sont adressés aux abonnés des Cahiers wallons,.
Durant la Seconde Guerre mondiale, les réunions mensuelles des Rèlîs Namurwès sont d'abord déplacées dans le bureau de leur président, Joseph Calozet, qui est alors préfet à l'Athénée royal de Namur. Celui-ci étant destitué de son poste en 1943, le cercle ne se réunit plus que ponctuellement et clandestinement, chez un autre de ses membres, l'abbé Louis Jadin ; il reprend son activité normale en mars 1945. Cette même année, trois membres sont exclus à la suite de leur attitude durant l'Occupation.

### La querelle des Anciens et des Modernes
Au sortir de la guerre, les Rèlîs Namurwès poursuivent leur collaboration avec le quotidien Vers l'Avenir, dont la page wallonne prend, à compter du 6 mai 1946, le titre de Chîjes èt paskéyes (« Veillées et histoires plaisantes ») ; ils sont les premiers contributeurs de cette rubrique. Les Cahiers wallons, dont la parution s'est interrompue en 1944, reparaissent également en mars 1947 sous la forme d'une nouvelle série. C'est à ce moment que la revue devient l'organe officiel du cercle, comme l'indique la mention « revue sous la direction d'un comité de Rèlîs Namurwès », introduite à cette époque et toujours insérée de nos jours. Si la formule moderne de la revue est fixée dès cette époque, son contenu va faire l'objet de discussions plus âpres dès 1950.

« Or, en ce moment, quelque chose est en train de changer en poésie wallonne. Des jeunes, intellectuels pour la plupart, considérant la poésie comme « un moyen d'élucider un peu de notre mystère » ou comme « un instrument de la connaissance de soi-même », l'orientent vers l'Humain et la haussent au niveau de l'Universel […]. Et c'est l'honneur des « Cahiers wallons » d'avoir, dès lors, ouvert leurs colonnes aux tenants de cette poésie nouvelle autant qu'aux représentants d'une expression plus traditionnelle et plus accessible. »

Émile Gilliard attribue cette « révolution pacifique » à l'influence de Jean Guillaume, qui vient de collaborer à l'ouvrage fondateur Poèmes wallons 1948 et qui fait alors « figure de chef d'école ». À la suite de celui-ci, les jeunes auteurs renouvèlent les thèmes pour évoquer « les problèmes humains, les questionnements de l'existence, la vie actuelle », expriment leur gout pour la suggestion, l'ellipse, les non-dits, les images fortes et insolites, et recherchent une plus grande authenticité de la langue, dans le sillage des recherches lexicographiques menées à cette époque.
Les principaux Rèlîs Namurwès engagés dans cette voie moderne ou influencés par elle sont Andrée Bacq, Alexandre Bodart, Roger Bouche, Lisa Chastelet, Yves Christiaen, René Clinias, Gérard Coulonval, Bernard Debras, Charly Dodet, André Eggermont, Willy Félix, Victor George, Émile Gilliard, Laurent Hendschel, Reynolds Hostin, Jean Pietquin, Jean Pirotte, Georges Smal, Lucien Somme, Josée Spinosa-Mathot, Jean-Pierre Surkol et Edmond Tillieux.
Cette nouvelle voie, plus universelle, va offrir à des poètes issus des rangs des Rèlîs Namurwès une visibilité par-delà les frontières de la Wallonie. En 1961, cinq d'entre eux — Gabrielle Bernard, Willy Félix, Émile Gilliard, Jean Guillaume et Georges Smal — sont ainsi sélectionnés par Maurice Piron parmi les 16 « représentants de la nouvelle poésie wallonne » qu'il publie aux éditions Gallimard, dans l'anthologie Poètes wallons d'aujourd'hui. En 1965, quatre Rèlîs — Willy Bal, Émile Gilliard, Jean Guillaume et Georges Smal — sont quant à eux sélectionnés parmi les dix poètes de langue wallonne édités en russe par Evgueni Vinokourov dans l'anthologie Из современной бельгийской поэзии (« De la poésie belge contemporaine »).
Les Rèlîs Namurwès soutiennent par ailleurs des idées progressistes dans le domaine liturgique, en sollicitant auprès du diocèse de Namur que des sections des messes de la Fête de Wallonie puissent être célébrées en wallon. Ils obtiennent gain de cause dès 1952, soit avant le concile Vatican II.
À l'approche de son 50e anniversaire, en août 1958, le cercle compte 12 membres d'honneur, 44 membres effectifs, 11 membres adhérents et 12 membres sympathisants. Le 13 janvier 1969, il compte 23 membres d'honneur, 46 membres effectifs, 14 membres adhérents et 16 membres correspondants ou sympathisants. Durant cet intervalle de 10 années, un total de 1 316 écrits de ces membres ont été lus et discutés en séance.
Le 22 février 1969, le 60e anniversaire du cercle est célébré à Namur, en présence d'André-Marie Charue, alors évêque du diocèse de Namur, du bourgmestre Fernand Pieltain, du gouverneur René Close et du ministre Louis Namèche. Les linguistes Willy Bal, André Goosse, Albert Doppagne et Albert Maquet interviennent lors de la séance académique tenue à cette occasion.

### Politique d'ouverture
À compter des années 1990, les Rèlîs Namurwès développent une « politique d'ouverture », qui vise notamment l'accueil de plus nombreux membres non littérateurs. Le cercle entame dès lors sa mue pour se positionner en tant qu'association de promotion de la langue wallonne. Il doit par ailleurs s'adapter à des évolutions démographiques, ses plus jeunes membres n'étant plus des wallonophones natifs, ce qui les place en situation d'insécurité linguistique.
Lors de son centenaire, le 25 février 2009, le cercle réunit 26 membres, mais ceux-ci ne sont plus que vingt-deux le 24 octobre 2009, lorsque la Société de langue et de littérature wallonnes consacre une journée d'étude aux Rèlîs Namurwès. En 2023, l'effectif du cercle s'élève à 31 membres.
En mai 2025, Lès Rèlîs Namurwès organisent la 10e Fête aux langues de Wallonie, en collaboration avec la Fédération Wallonie-Bruxelles.

## Règles et traditions

### Devise
La devise des Rèlîs Namurwès est « Wêre maîs bon » (« peu mais de qualité »).

### Pseudonymes
Plusieurs des premiers Rèlîs Namurwès utilisaient des pseudonymes en wallon,,.

### Intronisation des membres
Les Rèlîs Namurwès prêtent le serment suivant, au moment de passer du statut de membre adhérent à celui de membre effectif : « Dji djure, insi m'aide Diè, d'èplèyî tote mi vîye à rilèver l' Walonîye,. » Ce serment se prête traditionnellement sur une peau de taupe.
Lors de cette prestation, une passète (passoire) est symboliquement employée pour indiquer que seule la production de qualité a droit de cité dans le cercle, comme le précise la formule qui est alors prononcée : « Ci qui passe, c’èst l’ fine fleûr, ci qui d’meûre c’èst lès scrabîyes,. »
Ce serment « sur la passète » est inauguré en novembre 1911, lors de l'intronisation de Joseph Calozet et Fernand Danhaive.

### Examen des œuvres écrites
Aux commencements du cercle, les membres avaient l'obligation d'écrire en wallon et de présenter leurs œuvres lors des réunions. Les statuts prévoyaient même des sanctions graduées telles qu'un avertissement, une amende financière ou l'exclusion pour ceux qui ne présenteraient pas le nombre requis d'ouvrages. Cette obligation est abolie en 1919, lorsque le cercle s'ouvre aux membres non littérateurs.
La règle la plus importante du cercle est l'examen en commun de toute production des membres. En séance, chacun lit donc l'ouvrage qu'il souhaite soumettre au jugement de ses pairs, et seules les œuvres approuvées peuvent être publiées avec la mention « R.N. » (Rèlî Namurwès) suivant le nom de son auteur. Pour procéder à cette sélection, le cercle se dote initialement d'un comité de lecture constitué de trois membres élus, dont les décisions sont souveraines. Quatre issues sont alors possibles : l'acceptation, l'acceptation avec félicitations, le report pour amendements sous la supervision d'un membre désigné par le comité, et le rejet. Dans ce dernier cas de figure, on dit du texte qu'il est « broketé » (« sanctionné, mis en échec »). Aux commencements, le comité pouvait se prononcer non seulement sur la qualité littéraire d'un texte, mais également sur sa qualité morale.

### Cocâde
À compter de l'année 1910-1911, les Rèlîs Namurwès attribuent annuellement une cocâde (cocarde) au membre « ayant fourni le travail le plus méritoire au cours de l'exercice écoulé »,.

## Membres
Plusieurs catégories de membres existent au sein des Rèlîs Namurwès. À titre principal, les membres effectifs sont distingués des membres adhérents qui n'ont pas encore prêté leur serment de rèlî. Il existe par ailleurs un titre de membre d'honneur — qui est souvent octroyé à des sommités de la linguistique et de la folkloristique — et un titre de membre sympathisant.
Le titre de membre d'honneur est également considéré comme un grade auquel peuvent être élevés certains membres du cercle. C'est le cas de Gabrielle Bernard, reçue comme membre du cercle en 1930, qui est « élevée au grade de Membre d'honneur » en 1952.

Quelques membres effectifs notables
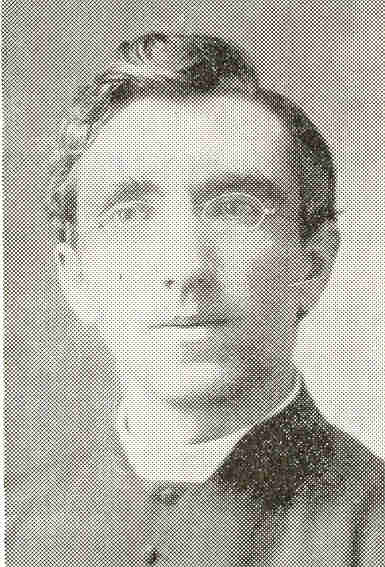
Jules Pirot (1877-1955).
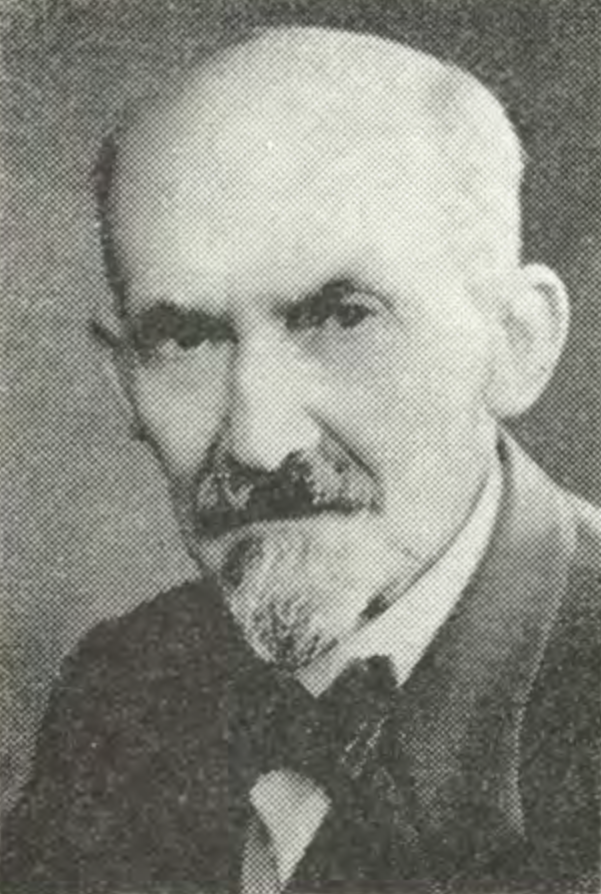
Eugène Gillain (1882-1955), le directeur de la première série des Cahiers wallons.
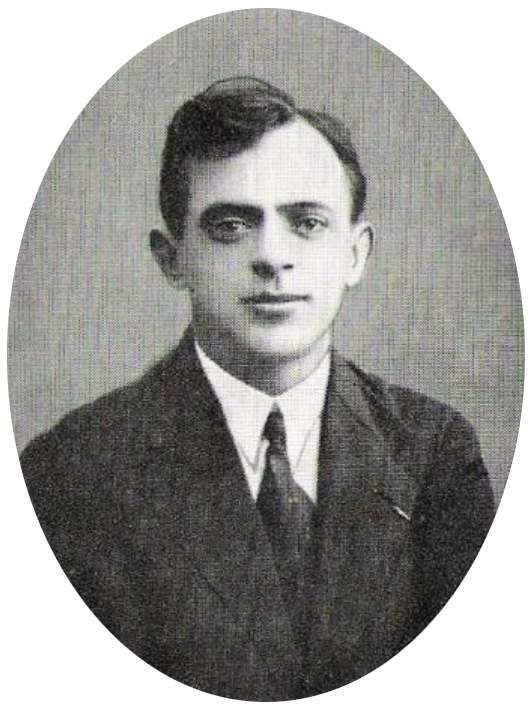
Édouard Thirionet (1891-1930), le président des Rèlîs Namurwès Prîjnîs.
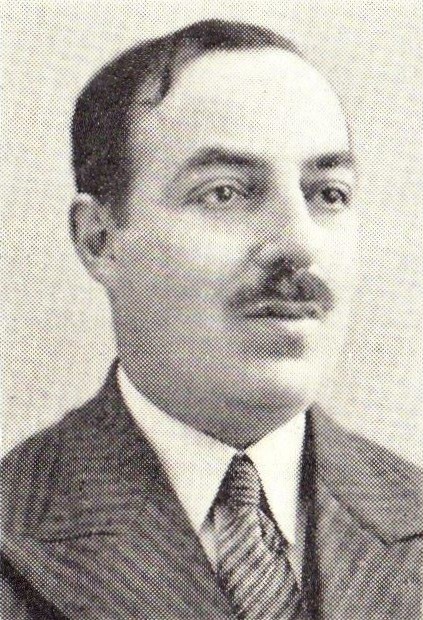
Lucien Maréchal (1892-1964), membre fondateur et premier secrétaire.
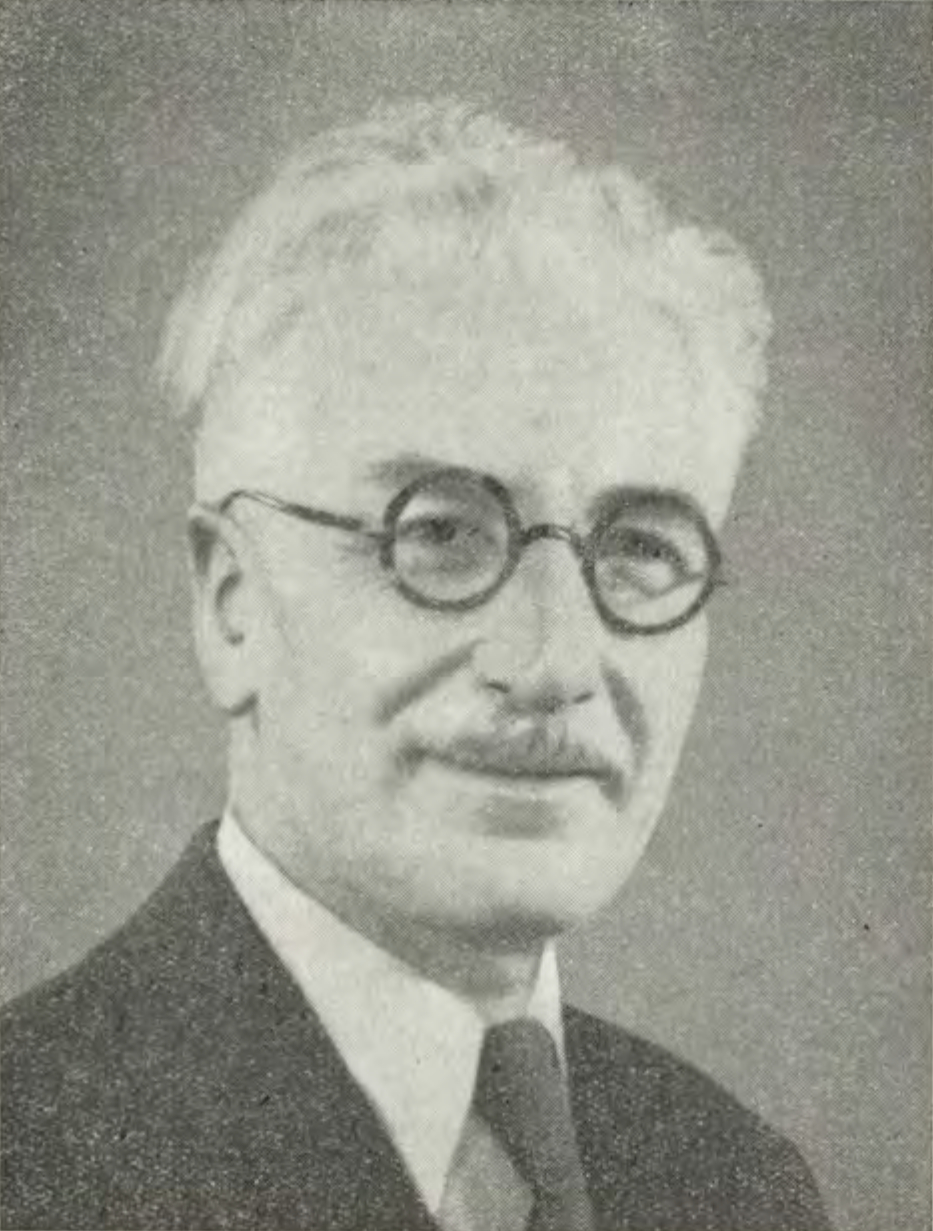
Edmond Wartique (1893-1953).
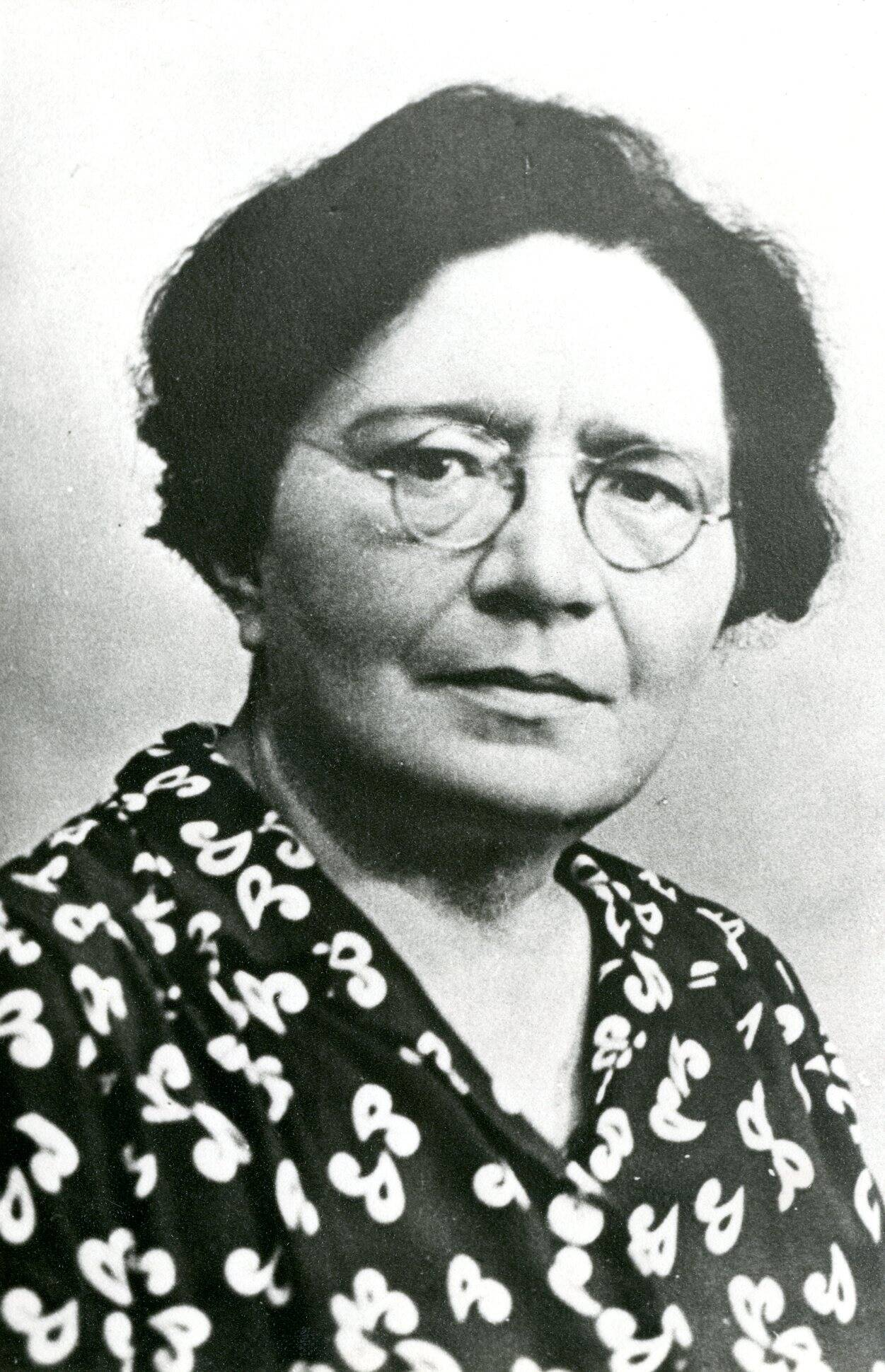
Gabrielle Bernard (1893-1963), première femme récipiendaire de la cocâde, en 1933.
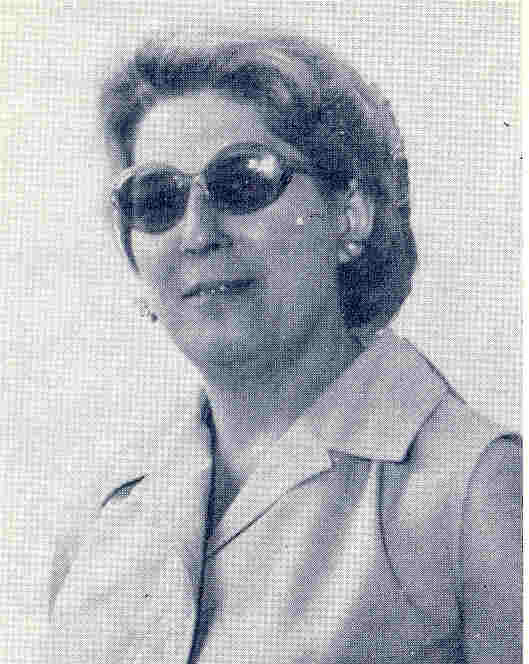
Josée Spinosa-Mathot (1921-2005), deuxième femme récipiendaire de la cocâde, en 1972.
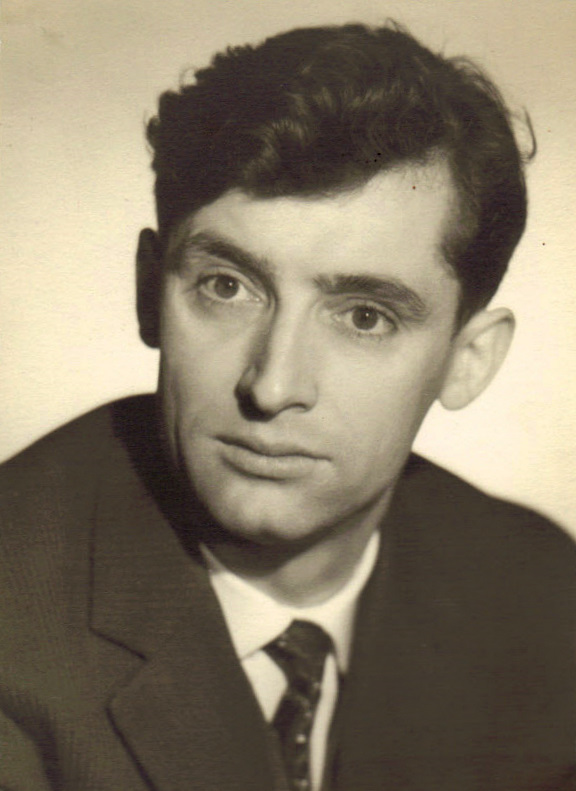
Georges Smal (1928-1988).
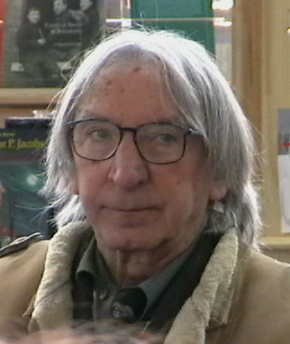
Émile Gilliard (1928-2023).
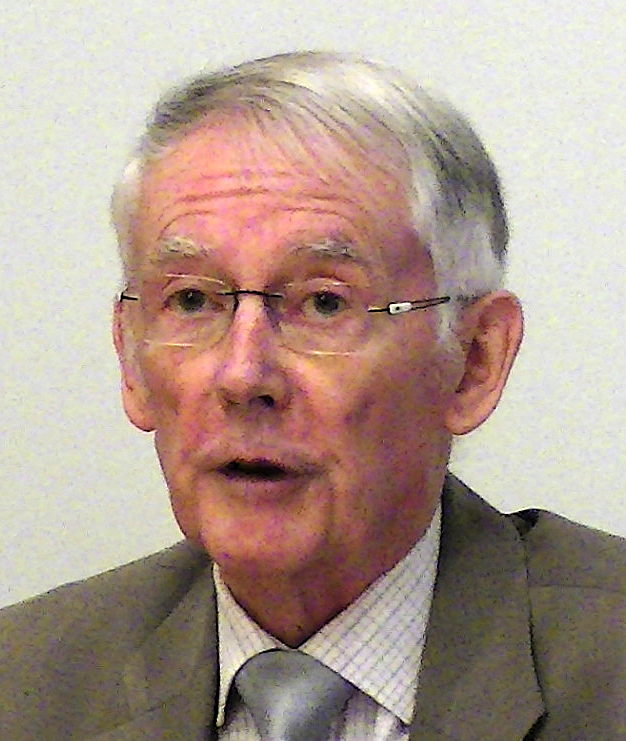
Victor George (1937-2024).
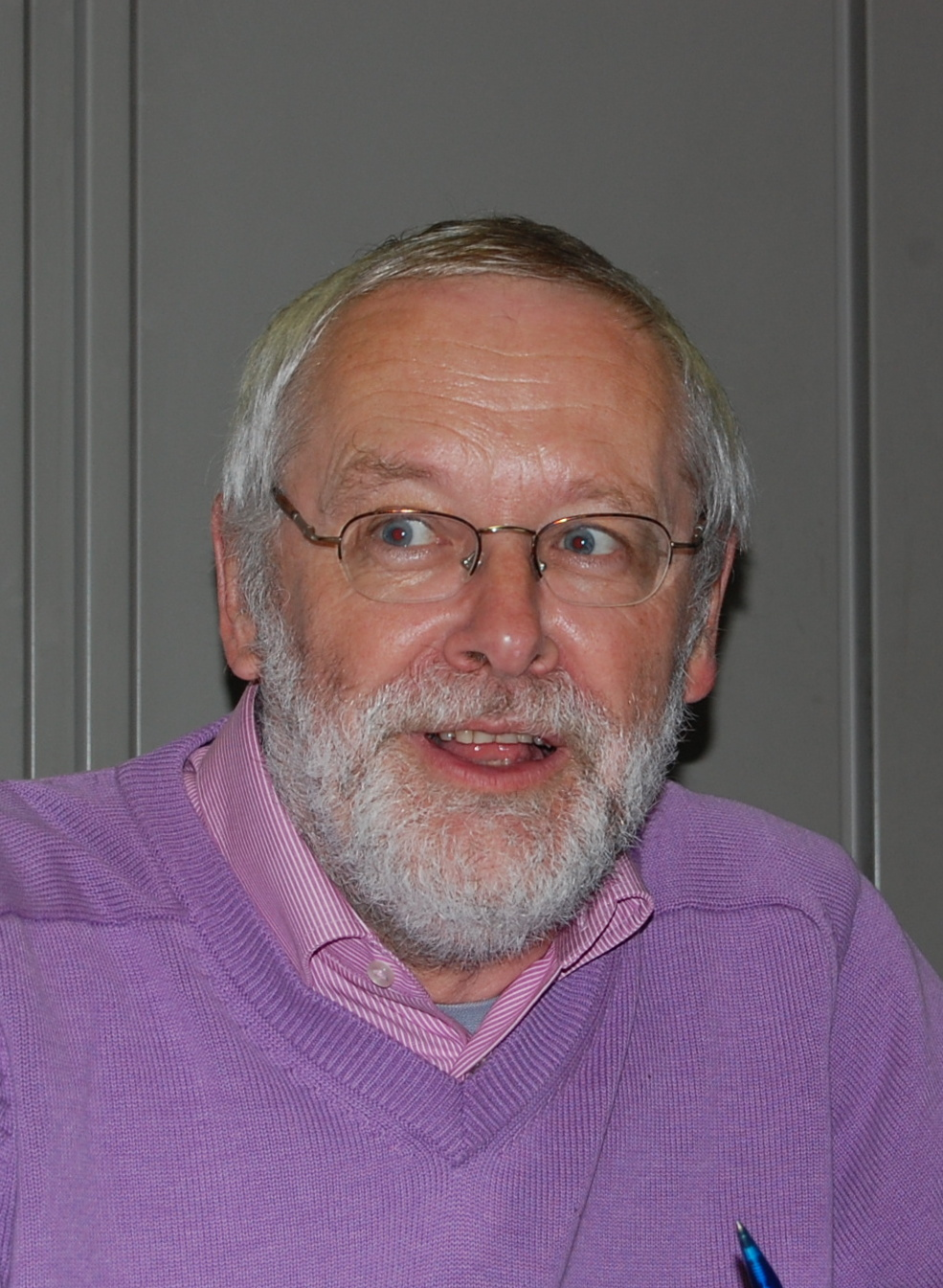
Joseph Dewez, actuel président des Rèlîs Namurwès.

### Présidents
- Télesphore Lambinon (1909)[66].
- Paul Maréchal (intérim en 1909)[66].
- Georges Pelouse (1909-1912)[66].
- Charles Camberlin (1912-1913)[66].
- Paul Maréchal (1913-1914)[66].
- Émile Robin (faisant fonction pendant la guerre)[66].
- Charles Camberlin (1919-1924)[66].
- Édouard Thirionet (1924-1930)[66].
- Joseph Calozet (1930-1968)[66],[67].
- Jules Rivière (intérim en 1968)[67].
- Lucien Léonard (1968-1989)[68].
- Lucien Somme (1989-2006)[69].
- Joseph Dewez (depuis 2006)[70].

## Locaux et moyens

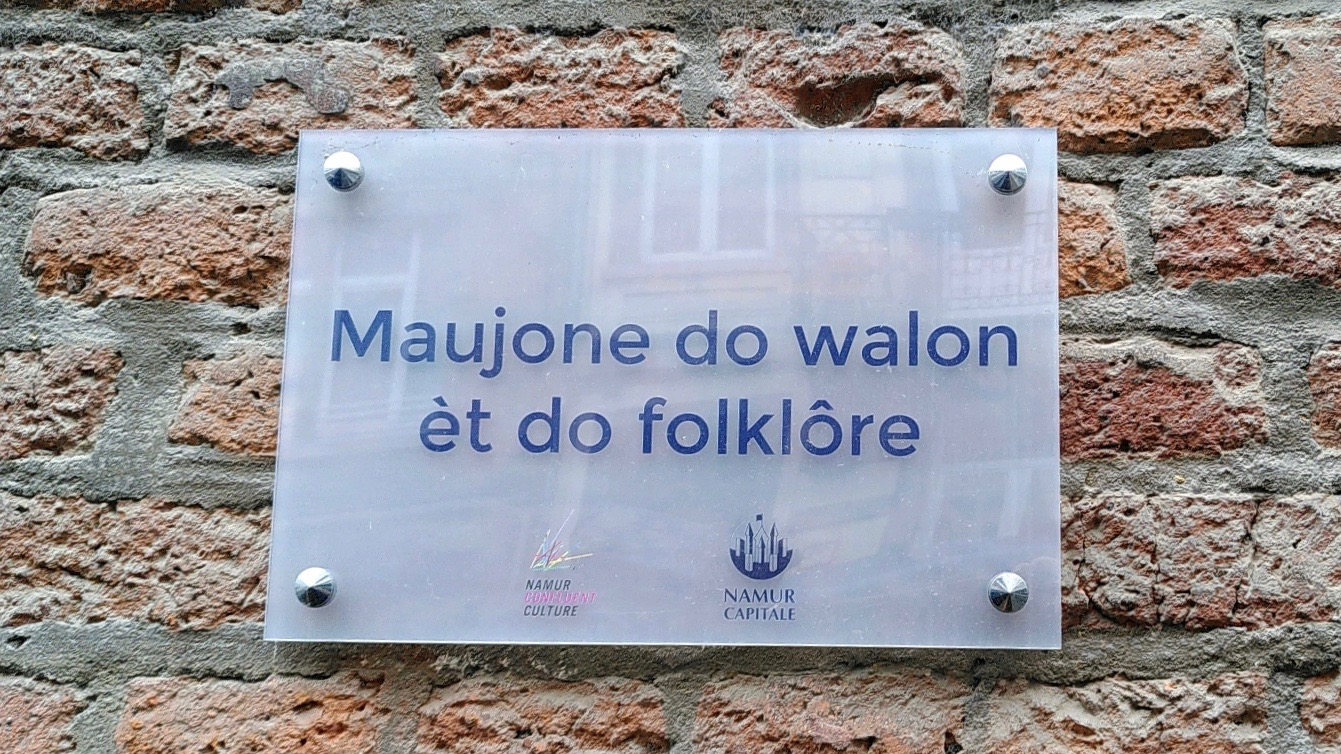
Plaque apposée sur la façade du no 24 de la rue Saint-Nicolas, où se trouve le local des Rèlîs Namurwès.

Les réunions des Rèlîs Namurwès se sont d'abord tenues à l'Athénée royal de Namur, puis dans des cafés : au café Buyle (rue de la Croix) en 1910, au café Darville (boulevard Ad Aquam) en 1911, au café Deward (place Saint-Aubain) à partir d'août 1912, au café Delguste (place d'Armes) à partir de fin 1920 et au café Métropole (place d'Armes) à partir de fin 1937.
Durant les premières années de la Seconde Guerre mondiale, ils tiennent leurs réunions dans le bureau de Joseph Calozet à l'Athénée. Par la suite, ils se réunissent durant une dizaine d'années au 95 rue de l'Ange, dans le salon d'un domicile privé, et — à partir de novembre 1956 — ils disposent d'un local dépendant de l'escholle dominicale, où ils installent la bibliothèque du cercle.
Un local est ensuite mis à leur disposition par la Ville de Namur : d'abord, à partir de juin 1969, à la Bourse de commerce, puis, à partir d'octobre 1971, dans la nouvelle Maison du Dialecte et du Folklore (au 6 avenue Baron Louis Huart). À la suite du projet d'extension du Parlement de Wallonie, cette maison déménage en 2019 au no 24 de la rue Saint-Nicolas ; lors de l'inauguration du nouveau bâtiment, le 27 septembre 2023, elle prend le nom de Maujone do walon èt do folklôre (« Maison du walon et du folklore »). Le cercle y dispose d'une bibliothèque et d'archives et y accueille les élèves de ses cours de wallon. Une permanence est organisée le mercredi matin.
Depuis 2025, l'association sans but lucratif des Rèlîs Namurwès est subventionnée par la Fédération Wallonie-Bruxelles via une convention d'un montant annuel de 9 400 €.

## Activités

### Les Cahiers wallons
La publication de la deuxième série des Cahiers wallons, entamée en mars 1947, se poursuit encore de nos jours. Les numéros ordinaires sont composés des derniers écrits acceptés lors des assemblées.
Depuis 1953, des numéros spéciaux réservés à la publication d'une ou plusieurs œuvres d'un même écrivain sont publiés en complément des numéros ordinaires. En 1996, on dénombre plus de 140 numéros de ce type. Plusieurs écrivains majeurs, comme Willy Bal, Victor George, Émile Gilliard, Auguste Laloux, Albert Maquet, Arthur Masson, Louis Remacle et Georges Smal, ont fait éditer des œuvres par ce biais.
En 1989, Les Cahiers wallons publient également, en coédition avec la Société de langue et de littérature wallonnes, les Œuvres poétiques wallonnes de Jean Guillaume. Cet ouvrage, qui constitue l'édition définitive des quatre premiers recueils de Guillaume, parait en tant que no 6 de la « Collection littéraire » de la SLLW.
L'année 2005 voit une évolution importante dans la formule proposée aux abonnés : les douze livraisons mensuelles de 16 pages sont remplacées par six livraisons bimestrielles de 32 pages. De nouvelles rubriques sont créées à cette occasion.

### Édition
À partir des années 2010, les Rèlîs Namurwès publient des œuvres littéraires en volumes indépendants des Cahiers wallons. Il s'agit tout d'abord d'anthologies de textes écrits ou traduits par les membres du cercle :
- (wa) Li quauteron dès cint-z-ans : Choix de textes contemporains publiés à l'occasion du centenaire des Rèlîs Namurwès (préf. Joseph Selvais), Namur, Lès Rèlîs Namurwès, 2010, 96 p. ;
- (wa) Paul Gilles et Lès Rèlîs Namurwès (préf. Jean Germain), Qué bia bouquèt ! : Anthologie sonore du wallon namurois, Namur, Lès Rèlîs Namurwès, 2023, 275 p. (ISBN 978-2-96033-400-5) ;
- (wa) Maurice Carême : Trente poésies pour jeune public traduites en wallon central par Lès Rèlîs Namurwès (ill. Nathalie Cavalier), Namur, Lès Rèlîs Namurwès, 2024, 70 p. (ISBN 978-2-960334-01-2).

Par ailleurs, le cercle édite également des ouvrages de certains de ses membres les plus réputés :
- (wa) Auguste Laloux (préf. Bernard Louis), Li curè d' Sautau, Namur, Lès Rèlîs Namurwès, 2011, 144 p. ;
- (wa) Jean Guillaume (préf. Victor George), Pa-drî l's-uréyes, Namur, Lès Rèlîs Namurwès, 2012, 72 p. ;
- (wa) Henry Matterne (préf. Jules Hendrick), Louwis d'èmon l' Pitchou : Istwêre d'on djon.ne rèsistant, Namur, Lès Rèlîs Namurwès, 2012, 72 p. ;
- (wa) André Henin (wa), Œuvre wallonne, Namur, Lès Rèlîs Namurwès, 2013, 280 p..

### Cours de wallon
Les Rèlîs Namurwès organisent des cours de wallon depuis la fin des années 1970.
En octobre 2024, l'École de wallon de Namur, comme l'appellent les Rèlîs, est fréquentée par 49 élèves : 15 en première, 16 en deuxième et 18 en troisième année.

## Postérité

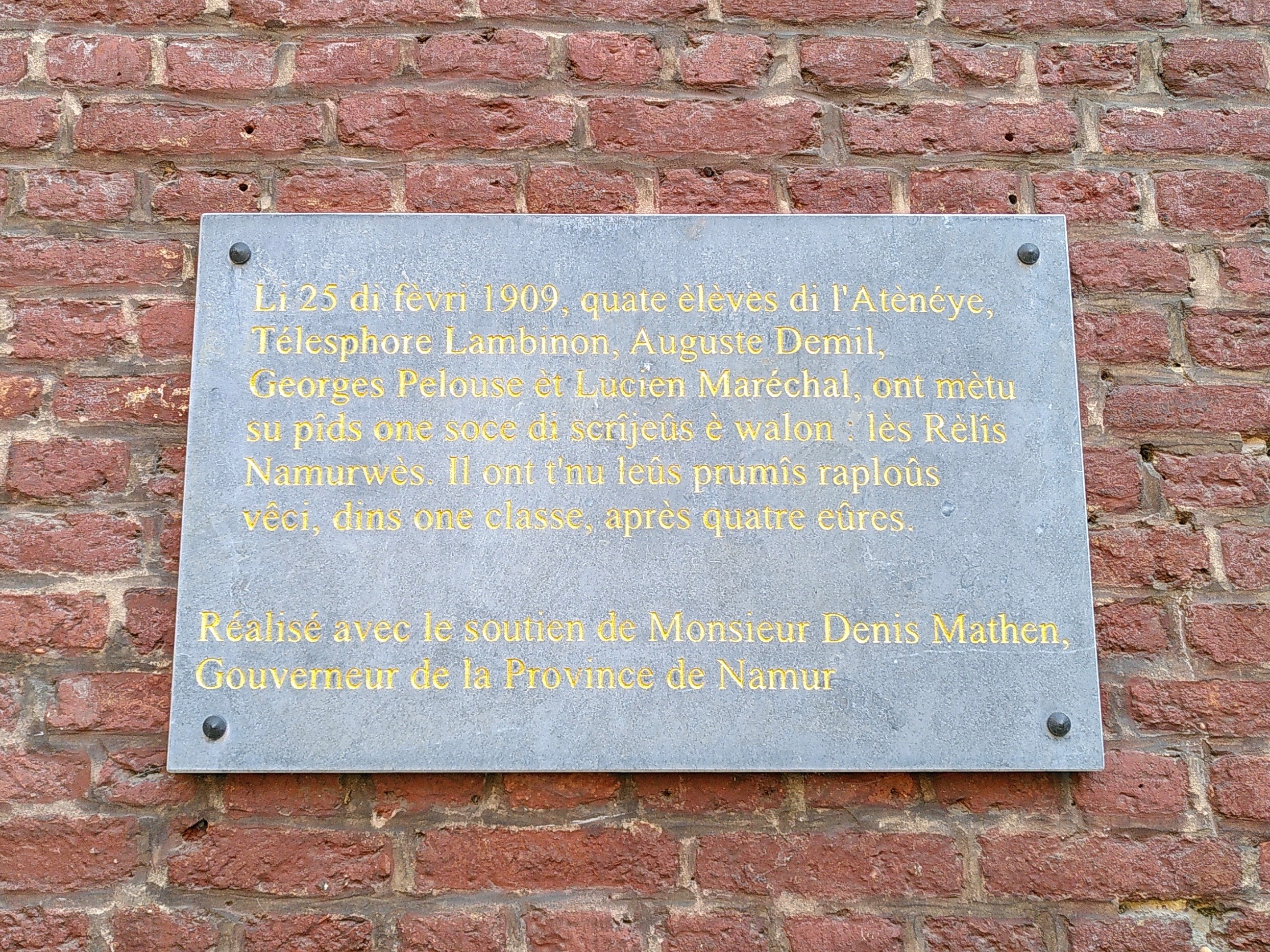
Plaque célébrant la fondation du cercle, apposée dans la cour de récréation de l'Athénée royal de Namur.

Le 18 décembre 2001, le collège communal de Namur décide de nommer une rue de Bomel (anciennement la rue Froidebise) en l'honneur des Rèlîs Namurwès,.
Avec le soutien de Denis Mathen, le gouverneur de la province de Namur, une plaque célébrant la fondation du cercle (photo) a également été apposée le 18 septembre 2009 dans la cour de récréation de l'Athénée royal de Namur. Voici son texte, dans sa version originale wallonne puis traduit en français :
Li 25 di fèvri 1909, quate èlèves di l'Atènéye, Télesphore Lambinon, Auguste Demil, Georges Pelouse èt Lucien Maréchal, ont mètu su pîds one soce di scrîjeûs è walon : lès Rèlîs Namurwès. Il ont t'nu leûs prumîs raploûs vêci, dins one classe, après quatre eûres.
Le 25 février 1909, quatre élèves de l'Athénée, Télesphore Lambinon, Auguste Demil, Georges Pelouse et Lucien Maréchal, ont fondé une association d'écrivains en wallon : les Rèlîs Namurwès. Ils ont tenu leurs premières réunions ici, dans une classe, après quatre heures.